# 10627 Ookuninushi
10627 Ookuninushi este un asteroid din centura principală, descoperit pe 19 ianuarie 1998, de Yoshisada Shimizu și Takeshi Urata.